# Andrew Hogg
Andrew James Hogg (Kingston upon Thames, 2 maart 1985) is een Maltees voetballer die onder contract staat bij Kalloni FC. In het verleden kwam hij onder andere uit voor Valletta FC.